# صفرشا
صفرشا (ترکی آذربایجانی: Səfərşa) یک منطقهٔ مسکونی در جمهوری آذربایجان است که در شهرستان جبرئیل واقع شده است؛ در جمهوری آرتساخ است که در استان هادروت واقع شده‌است.